# Gottfried Diener (Altphilologe)
Gottfried Diener (* 2. Mai 1907 in Bamberg; † 25. Dezember 1987 ebenda) war ein deutscher Altphilologe, Goetheforscher, Fachdidaktiker der Alten Sprachen und Gymnasiallehrer.

## Leben und Wirken
Diener wurde als zweiter Sohn des Heimatdichters Eduard Diener in Bamberg geboren. Nach dem Besuch der Domschule war er sieben Jahre lang Schüler des Neuen Gymnasiums, das auch sein Bruder Karl besucht hatte, der später in Bamberg als Franziskanerpater unter seinem Ordensnamen Gangolph bekannt war. 1926 legte er am Alten Gymnasium das Abitur ab. Anschließend studierte er Klassische Philologie, Germanistik und Geschichte in München, Berlin und Würzburg. Zu seinen Lehrern gehörten u. a. Eduard Norden, Werner Jaeger und Eduard Schwartz.
Nach dem Staatsexamen promovierte Diener am 5. Juli 1930 in Würzburg zum Thema Die Nacht in der deutschen Dichtung von Herder bis zur Romantik (Veröffentlichung 1931). Auch danach lag sein wissenschaftliches Interesse auf dieser Epoche der deutschen Geistesgeschichte. Neben der Literatur widmete er sich auch der Musik und trat in jungen Jahren als Bariton öffentlich auf.
Nach der Ablegung des Assessorexamens unterrichtete er zunächst an Gymnasien in Burghausen, Pirmasens, München, Hammelburg, Traunstein und Hof (Saale). In den Jahren 1946 bis 1952 kehrte er dann als Lehrer an seine ehemalige Schule, das Neue Gymnasium in Bamberg, zurück. An dieser Schule unterrichtete er schon von 1931 bis 1934. Fachdidaktisch tat sich Diener in dieser Zeit mit Schulausgaben zu Sophokles, Platon und Goethe hervor, die weite Verbreitung fanden.
Nachdem Diener im Jahr 1952 aus Krankheitsgründen den Schuldienst verlassen musste, widmete er sich voll und ganz den fachwissenschaftlichen Studien. Zunächst absolvierte er ein weiteres Studium der Psychologie und Psychotherapie in München und hörte Vorlesungen am C. G. Jung-Institut in Zürich. Hier legte er den zweiten Grundstein für sein weiteres Forschen. In seinen drei Werken Fausts Weg zu Helena: Urphänomen und Archetypus, Pandora. Zu Goethes Metaphorik und Goethes Lila: Heilung eines "Wahnsinns" durch "psychische Kur" verbindet er die tiefenpsychologische Sicht mit der philologischen Betrachtungsweise und zeigt so eine neue Dimension in der Deutung der Symbole und Bilder als Archetypen auf. Dieners bedeutsame Arbeiten fanden nicht nur in der germanistischen Fachwelt, sondern auch bei den Tiefenpsychologen Anerkennung, weit über die Grenzen Deutschlands hinaus. Gottfried Diener war zum international anerkannten Goetheforscher geworden.
Bis in seine letzten Lebenstage forschte Diener weiter und befasste sich mit Studien zum Traum in der deutschen Romantik. Er beabsichtigte die psychologischen und parapsychologischen Lehren der Romantik (v. a. bei E. T. A. Hoffmann) mit modernen tiefenpsychologischen Erkenntnissen zu vergleichen und zu deuten.
Der wissenschaftliche Nachlass Dieners wird im Stadtarchiv Bamberg verwahrt.
Die Grabrede auf Dieners Beerdigung hielt sein ehemaliger Schüler Günter Wojaczek.

## Veröffentlichungen (Auswahl)
- Die Nacht in der deutschen Dichtung von Herder bis zur Romantik. St. Otto Verlag, Bamberg 1931.
- Der zerbrochene Krug: Ein Lustspiel / Heinrich von Kleist. Einführung und Erklärungen von Gottfried Diener. Bayerische Verlagsanstalt, Bamberg 1950.
- Egmont: Ein Trauerspiel in 5 Aufzügen / Johann Wolfgang Goethe. Einführung und Erklärungen von Gottfried Diener. Bayerische Verlagsanstalt, Bamberg 1950.
- König Ödipus / Sophokles. Übersetzt von J. J. C. Donner, bearbeitet, eingeleitet und erklärt von Gottfried Diener. Bayerische Verlagsanstalt, Bamberg 1950.
- Kriton / Platon. Einführung und Erklärungen von Gottfried Diener. Bayerische Verlagsanstalt, Bamberg 1951.
- Fausts Weg zu Helena: Urphänomen und Archetypus. Darstellung und Deutung einer symbolischen Szenenfolge aus Goethes Faust. Klett, Stuttgart 1961.
- Pandora. Zu Goethes Metaphorik: Entstehung, Epoche, Interpretation des Festspiels. Gehlen, Bad Homburg v. d. H. / Berlin / Zürich, 1968.
- Goethes Lila: Heilung eines "Wahnsinns" durch "psychische Kur". Vergleichende Interpretation der 3 Fassungen. Mit ungedruckten Texten und Noten und einem Anhang über psychische Kuren der Goethe-Zeit und das Psychodrama. Athenäum-Verlag, Frankfurt a. M. 1971.